# Сан Пјер Ничето
Сан Пјер Ничето (итал. San Pier Niceto) је насеље у Италији у округу Месина, региону Сицилија.
Према процени из 2011. у насељу је живело 1703 становника. Насеље се налази на надморској висини од 219 м.

## Становништво
Према резултатима пописа становништва 2011. у општини је живело 2.911 становника.
| 1931. | 1936. | 1951. | 1961. | 1971. | 1981. | 1991. | 2001. | 2011. |
| ----- | ----- | ----- | ----- | ----- | ----- | ----- | ----- | ----- |
| 5.250 | 5.246 | 4.733 | 3.847 | 3.380 | 3.213 | 3.122 | 3.085 | 2.911 |